# Leader in vendite di semiconduttori per anno
Questo articolo elenca le prime 10 ~ 25 più grandi società di semiconduttori, leader di vendite dal 1987.
L'articolo distingue tra due tipi di società:
- Produttori di circuiti integrati o chip.
- Produttori fabless come nVidia e Qualcomm (ad esclusione degli impianti di produzione), che disegnano e progettano il chip ma commissionano la propria produzione a fonderie di semiconduttori.

Gartner Dataquest Corporation ha la storia più lunga, come editore di riferimento di questa classifica. Un'altra fonte è iSuppli Corporation a partire dall'anno 2000. 
In questa voce si prendono in considerazione solo i ricavi delle attività di vendita di semiconduttori, ma non sono prese in considerazione le divisioni delle imprese al di fuori di questo ambito (sono esclusi, ad esempio, le linee di business di IBM). Nella maggior parte dei casi, le classifiche sono basate sull'analisi dei rapporti finanziari dei produttori di chip, anche se i problemi di definizione per quanto riguarda i tipi di chip, moduli multichip, la produzione di fonderia e fatturato da licenze di chip creano differenze nei numeri riportati.
La classifica per un determinato anno viene pubblicata nel marzo dell'anno successivo, quando tutte le relazioni finanziarie delle aziende sono chiuse. Ciò che è interessante riguardo a questi numeri di fatturato è che essi sono nominali (senza tener conto dell'inflazione). 
I ricavi di molte aziende nel 2009, dopo l'inflazione (~ 3% / anno), sarebbero in realtà inferiori a quelli del 2000. Questo è un punto importante che non può essere di buon auspicio per l'occupazione in questo settore (per esempio, il fatturato reale per dipendente è più basso nel 2009 rispetto al 2000).

## Rapporti di analisi di iSuppli

### Classifica per l'anno 2014
Fonte: iSuppli Corporation che fornisce la classifica per l'anno 2014 
(escluse le fonderie di semiconduttori)
| Classificazione 2014 | Classificazione 2013 | Company                  | Paese d'origine | Reddito (milioni di $) | variazioni 2014/2013 | Quota di mercato |
| -------------------- | -------------------- | ------------------------ | --------------- | ---------------------- | -------------------- | ---------------- |
| 1                    | 1                    | Intel Corporation        | Stati Uniti     | 49 964                 | +6.3%                | 14.1%            |
| 2                    | 2                    | Samsung Electronics      | Corea del Sud   | 38 273                 | +15.6%               | 10.8%            |
| 3                    | 3                    | Qualcomm                 | Stati Uniti     | 19 266                 | +11.9%               | 5.5%             |
| 4                    | 4                    | Micron Technology        | Stati Uniti     | 16 389                 | +16.1%               | 4.6%             |
| 5                    | 5                    | SK Hynix                 | Corea del Sud   | 15 737                 | +22.9%               | 4.5%             |
| 6                    | 6                    | Texas Instruments        | Stati Uniti     | 11 420                 | +6.8%                | 3.5%             |
| 7                    | 7                    | Toshiba Semiconductor    | Giappone        | 8 496                  | -9.6%                | 2.4%             |
| 8                    | 8                    | Broadcom                 | Stati Uniti     | 8 387                  | +2.5%                | 2.4%             |
| 9                    | 9                    | STMicroelectronics       | FranciaItalia   | 7 395                  | -8.5%                | 2.1%             |
| 10                   | 15                   | MediaTek                 | Taiwan          | 7 194                  | +57.5%               | 2.0%             |
| 11                   | 10                   | Renesas Electronics      | Giappone        | 6 910                  | -13.3%               | 2.0%             |
| 12                   | 11                   | SanDisk                  | Stati Uniti     | 6 116                  | +5.6%                | 1.7%             |
| 13                   | 12                   | Infineon Technologies    | Germania        | 6 071                  | +17.4%               | 1.7%             |
| 14                   | 14                   | NXP                      | Paesi Bassi     | 5 457                  | +16.7%               | 1.5%             |
| 15                   | 23                   | Avago                    | Stati Uniti     | 5 423                  | +107.9%              | 1.5%             |
| 16                   | 13                   | AMD                      | Stati Uniti     | 5 388                  | +4.6%                | 1.5%             |
| 17                   | 17                   | Freescale Semiconductor  | Stati Uniti     | 4 560                  | +15.0%               | 1.3%             |
| 18                   | 16                   | Sony                     | Giappone        | 4 528                  | +1.5%                | 1.3%             |
| 19                   | 18                   | NVIDIA                   | Stati Uniti     | 4 007                  | +9.4%                | 1.1%             |
| 20                   | 19                   | Marvell Technology Group | Stati Uniti     | 3 812                  | +12.0%               | 1.1%             |

### Classifica per l'anno 2013
Fonte: iSuppli Corporation che fornisce la classifica per l'anno 2013 
(escluse le fonderie di semiconduttori)
| Classificazione 2013  | Classificazione 2012  | Company                  | Paese d'origine | Reddito (milioni di $) | variazione 2013/2012 | Quota di mercato |
| --------------------- | --------------------- | ------------------------ | --------------- | ---------------------- | -------------------- | ---------------- |
| 1                     | 1                     | Intel Corporation (1)    | Stati Uniti     | 46 960                 | -1.0%                | 14.8%            |
| 2                     | 2                     | Samsung Electronics (2)  | Corea del Sud   | 33 456                 | +7.0%                | 10.5%            |
| 3                     | 3                     | Qualcomm                 | Stati Uniti     | 17 341                 | +31.6%               | 5.5%             |
| 4                     | 10                    | Micron Technology (3)    | Stati Uniti     | 14 168                 | +109.2%              | 4.5%             |
| 5                     | 7                     | SK Hynix                 | Corea del Sud   | 13 335                 | +48.7%               | 4.2%             |
| 6                     | 5                     | Toshiba Semiconductor    | Giappone        | 12 459                 | +11.9%               | 3.9%             |
| 7                     | 4                     | Texas Instruments        | Stati Uniti     | 11 379                 | -5.5%                | 3.6%             |
| 8                     | 9                     | Broadcom                 | Stati Uniti     | 8 121                  | +3.5%                | 2.6%             |
| 9                     | 8                     | STMicroelectronics       | FranciaItalia   | 8 076                  | -4.9%                | 2.5%             |
| 10                    | 6                     | Renesas Electronics (4)  | Giappone        | 7 822                  | -15.3%               | 2.5%             |
| 11                    | 13                    | Infineon Technologies    | Germania        | 5 096                  | +5.7%                | 1.6%             |
| 12                    | 12                    | AMD                      | Stati Uniti     | 5 076                  | -4.2%                | 1.6%             |
| 13                    | 14                    | NXP                      | Paesi Bassi     | 4 658                  | +13.2%               | 1.5%             |
| 14                    | 18                    | MediaTek                 | Taiwan          | 4 434                  | +32.1%               | 1.4%             |
| 15                    | 11                    | Sony                     | Giappone        | 4 394                  | -28.1%               | 1.4%             |
| 16                    | 16                    | Freescale Semiconductor  | Stati Uniti     | 3 958                  | +5.8%                | 1.2%             |
| 17                    | 15                    | NVIDIA                   | Stati Uniti     | 3 612                  | -5.6%                | 1.1%             |
| 18                    | 19                    | Marvell Technology Group | Stati Uniti     | 3 281                  | +3.6%                | 1.0%             |
| 19                    | 22                    | ON Semiconductor         | Stati Uniti     | 2 740                  | -4.5%                | 0.9%             |
| 20                    | 23                    | Analog Devices           | Stati Uniti     | 2 677                  | +0.2%                | 0.8%             |
| TSMC                  | TSMC                  | TSMC                     | Taiwan          | 19 850                 | 17%                  | -                |
| GlobalFoundries       | GlobalFoundries       | GlobalFoundries          | Stati Uniti     | 4 261                  | 6%                   | -                |
| UMC                   | UMC                   | UMC                      | Taiwan          | 4 100                  | 6%                   | -                |
| Samsung Semiconductor | Samsung Semiconductor | Samsung Semiconductor    | Corea del Sud   | 3 950                  | 15%                  | -                |
| SMIC                  | SMIC                  | SMIC                     | Cina            | 1 973                  | 28%                  | -                |
| Ruselectronics        | Ruselectronics        | Ruselectronics           | Russia          | 1 200                  | -                    | -                |
| PowerChip             | PowerChip             | PowerChip                | Taiwan          | 1 175                  | 88%                  | -                |

Nota: tutte le seguenti acquisizioni sono andate a società americane:
1. Intel Corporation acquisisce la produzione di Fujitsu Semiconductor Wireless.
2. Samsung Electronics ha venduto a IXYS il suo business nei microcontroller a 4 e 8 bit.
3. Micron Technology acquisisce Elpida.
4. Broadcom acquisisce la divisione LTE di Renesas Electronics.

### Classifica per l'anno 2009
Fonte: iSuppli Corporation che fornisce la classifica per l'anno 2009
(escluse le fonderie di semiconduttori)
| Classificazione 2009 | Classificazione 2008 | Company                 | Paese d'origine     | Reddito (milioni di $) | variazioni 2009/2008 | Quota di mercato |
| -------------------- | -------------------- | ----------------------- | ------------------- | ---------------------- | -------------------- | ---------------- |
| 1                    | 1                    | Intel Corporation       | Stati Uniti         | 32 095                 | -5.0%                | 14.2%            |
| 2                    | 2                    | Samsung Electronics     | Corea del Sud       | 17 123                 | +1.3%                | 7.6%             |
| 3                    | 3                    | Toshiba Semiconductors  | Giappone            | 10 640                 | -4.0%                | 4.7%             |
| 4                    | 4                    | Texas Instruments       | Stati Uniti         | 9 612                  | -13.2%               | 4.2%             |
| 5                    | 5                    | STMicroelectronics      | FranciaItalia       | 8 400                  | -18.6%               | 3.7%             |
| 6                    | 8                    | Qualcomm                | Stati Uniti         | 6 475                  | 0.0%                 | 2.9%             |
| 7                    | 9                    | Hynix                   | Corea del Sud       | 5 940                  | -1.4%                | 2.6%             |
| 8                    | 6                    | Renesas Technology      | Giappone            | 5 664                  | -19.3%               | 2.5%             |
| 9                    | 12                   | AMD                     | Stati Uniti         | 5 038                  | -7.6%                | 2.2%             |
| 10                   | 7                    | Sony                    | Giappone            | 4 670                  | -32.8%               | 2.1%             |
| 11                   | 11                   | NEC Semiconductors      | Giappone            | 4 403                  | -24.4%               | 1.9%             |
| 12                   | 10                   | Infineon Technologies   | Germania            | 4 340                  | -27.1%               | 1.9%             |
| 13                   | 14                   | Broadcom                | Stati Uniti         | 4 198                  | -9.6%                | 1.9%             |
| 14                   | 16                   | Micron Technology       | Stati Uniti         | 3 995                  | -9.9%                | 1.8%             |
| 15                   | 24                   | MediaTek                | Taiwan              | 3 524                  | +21.7%               | 1.6%             |
| 16                   | 19                   | Elpida Memory           | Giappone            | 3 498                  | -2.8%                | 1.5%             |
| 17                   | 13                   | Freescale Semiconductor | Stati Uniti         | 3 344                  | -32.7%               | 1.5%             |
| 18                   | 15                   | Panasonic Corporation   | Giappone            | 3 330                  | -25.6%               | 1.5%             |
| 19                   | 17                   | NXP                     | Paesi Bassi         | 3 247                  | -19.9%               | 1.4%             |
| 20                   | 18                   | Sharp Electronics       | Giappone            | 2 886                  | -20.0%               | 1.3%             |
| Top 20               | Top 20               | Top 20                  | Top 20              | 142 422                | -10.7%               | 62.8%            |
| All Other companies  | All Other companies  | All Other companies     | All Other companies | 84 313                 | -15.2%               | 37.2%            |
| TOTAL                | TOTAL                | TOTAL                   | TOTAL               | 226 735                | -12.4%               | 100.0%           |

### Classifica per l'anno 2008
Fonte: (EN) iSuppli Corporation classifica anno 2008 (GIF), su i.cmpnet.com. URL consultato il 24 febbraio 2022 (archiviato dall'url originale il 9 luglio 2012).
(escluse le fonderie di semiconduttori)
| Classificazione 2008 | Classificazione 2007 | Company                  | Paese d'origine     | Reddito (milioni di $) | variazioni 2008/2007 | Quota di mercato |
| -------------------- | -------------------- | ------------------------ | ------------------- | ---------------------- | -------------------- | ---------------- |
| 1                    | 1                    | Intel Corporation        | Stati Uniti         | 33 767                 | -0.7%                | 13.1%            |
| 2                    | 2                    | Samsung Electronics      | Corea del Sud       | 16 902                 | -14.2%               | 7%               |
| 3                    | 4                    | Toshiba Semiconductors   | Giappone            | 11 081                 | -9.1%                | 4.3%             |
| 4                    | 3                    | Texas Instruments        | Stati Uniti         | 11 068                 | -9.8%                | 4.3%             |
| 5                    | 5                    | STMicroelectronics       | FranciaItalia       | 10 325                 | +3.3%                | 4.0%             |
| 6                    | 7                    | Renesas Technology       | Giappone            | 7 017                  | -12.3%               | 2.7%             |
| 7                    | 8                    | Sony                     | Giappone            | 6 950                  | -13.7%               | 2.7%             |
| 8                    | 13                   | Qualcomm                 | Stati Uniti         | 6 477                  | +15.3%               | 2.5%             |
| 9                    | 6                    | Hynix                    | Corea del Sud       | 6 023                  | -33.4%               | 2.3%             |
| 10                   | 9                    | Infineon Technologies    | Germania            | 5 954                  | -4.0%                | 2.3%             |
| 11                   | 12                   | NEC Semiconductors       | Giappone            | 5 826                  | +1.5%                | 2.3%             |
| 12                   | 10                   | AMD                      | Stati Uniti         | 5 455                  | -7.8%                | 2.1%             |
| 13                   | 14                   | Freescale Semiconductor  | Stati Uniti         | 4 933                  | -6.3%                | 1.9%             |
| 14                   | 19                   | Broadcom                 | Stati Uniti         | 4 643                  | +23.9%               | 1.8%             |
| 15                   | 17                   | Panasonic Corporation    | Giappone            | 4 473                  | +15.3%               | 1.7%             |
| 16                   | 15                   | Micron Technology        | Stati Uniti         | 4 435                  | -8.9%                | 1.7%             |
| 17                   | 11                   | NXP                      | Paesi Bassi         | 4 055                  | -29.4%               | 1.6%             |
| 18                   | 21                   | Sharp Electronics        | Giappone            | 3 682                  | +8.3%                | 1.4%             |
| 19                   | 18                   | Elpida Memory            | Giappone            | 3 599                  | -6.2%                | 1.4%             |
| 20                   | 25                   | Rohm                     | Giappone            | 3 348                  | +27.2%               | 1.3%             |
| 21                   | 20                   | NVIDIA                   | Stati Uniti         | 3 241                  | -6.5%                | 1.3%             |
| 22                   | 23                   | Marvell Technology Group | Stati Uniti         | 3 059                  | +10.2%               | 1.2%             |
| 23                   | 28                   | MediaTek                 | Taiwan              | 2 896                  | +18.1%               | 1.1%             |
| 24                   | 26                   | Fujitsu Microelectronics | Giappone            | 2 757                  | +9.0%                | 1.1%             |
| 25                   | 24                   | Analog Devices           | Stati Uniti         | 2 498                  | -7.7%                | 1.0%             |
| Top 25               | Top 25               | Top 25                   | Top 25              | 174 464                | -5.5%                | 67.5%            |
| All Other companies  | All Other companies  | All Other companies      | All Other companies | 83 840                 | -5.3%                | 32.5%            |
| TOTAL                | TOTAL                | TOTAL                    | TOTAL               | 258 304                | -5.2%                | 100.0%           |

### Classifica per l'anno 2007
Fonte: iSuppli Corporation classifica anno 2007
(escluse le fonderie di semiconduttori)
| Classificazione 2007 | Classificazione 2006 | Company                  | Paese d'origine     | Reddito (milioni di $) | variazioni 2007/2006 | Quota di mercato |
| -------------------- | -------------------- | ------------------------ | ------------------- | ---------------------- | -------------------- | ---------------- |
| 1                    | 1                    | Intel Corporation        | Stati Uniti         | 33 995                 | +7.8%                | 12.6%            |
| 2                    | 2                    | Samsung Electronics      | Corea del Sud       | 19 691                 | -0.8%                | 7.3%             |
| 3                    | 3                    | Texas Instruments        | Stati Uniti         | 12 275                 | -2.6%                | 4.6%             |
| 4                    | 4                    | Toshiba Semiconductors   | Giappone            | 12 186                 | +20.2%               | 4.5%             |
| 5                    | 5                    | STMicroelectronics       | FranciaItalia       | 10 000                 | +1.5%                | 3.7%             |
| 6                    | 7                    | Hynix                    | Corea del Sud       | 9 047                  | +15.0%               | 3.4%             |
| 7                    | 6                    | Renesas Technology       | Giappone            | 8 001                  | 1.3%                 | 3.0%             |
| 8                    | 15                   | Sony                     | Giappone            | 7 974                  | +55.5%               | 3.0%             |
| 9                    | 14                   | Infineon Technologies    | Germania            | 6 201                  | +21.1%               | 2.3%             |
| 10                   | 8                    | AMD                      | Stati Uniti         | 5 918                  | -21.2%               | 2.2%             |
| 11                   | 10                   | NXP                      | Paesi Bassi         | 5 746                  | +0.7%                | 2.1%             |
| 12                   | 11                   | NEC Semiconductors       | Giappone            | 5 742                  | +2.5%                | 2.1%             |
| 13                   | 16                   | Qualcomm                 | Stati Uniti         | 5 619                  | +24.1%               | 2.1%             |
| 14                   | 9                    | Freescale Semiconductors | Stati Uniti         | 5 264                  | -6.3%                | 2.0%             |
| 15                   | 13                   | Micron Technology        | Stati Uniti         | 4 869                  | -7.2%                | 1.8%             |
| 16                   | 12                   | Qimonda                  | Germania            | 4 005                  | -26.0%               | 1.5%             |
| 17                   | 19                   | Elpida Memory            | Giappone            | 3 838                  | +8.8%                | 1.4%             |
| 18                   | 17                   | Panasonic                | Giappone            | 3 800                  | -5.5%                | 1.4%             |
| 19                   | 18                   | Broadcom                 | Stati Uniti         | 3 746                  | +2.1                 | 1.4%             |
| 20                   | 25                   | NVIDIA                   | Stati Uniti         | 3 466                  | +34.4%               | 1.3%             |
| 21                   | 20                   | Sharp Electronics        | Giappone            | 3 401                  | +1.8%                | 1.3%             |
| 22                   | 21                   | IBM Microelectronics     | Stati Uniti         | 2 977                  | -6.1%                | 1.1%             |
| 23                   | 26                   | Marvell Technology Group | Stati Uniti         | 2 777                  | +8.9%                | 1.0%             |
| 24                   | 23                   | Analog Devices           | Stati Uniti         | 2 707                  | +4.0%                | 1.0%             |
| 25                   | 22                   | Rohm                     | Giappone            | 2 633                  | -8.6%                | 1.0%             |
| Top 25               | Top 25               | Top 25                   | Top 25              | 185 878                | +4.3%                | 69.1%            |
| All Other companies  | All Other companies  | All Other companies      | All Other companies | 83 027                 | +0.8%                | 30.9%            |
| TOTAL                | TOTAL                | TOTAL                    | TOTAL               | 268 905                | +3.3%                | 100.0%           |

### Classifica per l'anno 2006
Fonte: (EN) iSuppli Corporation classifica anno 2006 (GIF), su i.cmpnet.com. URL consultato il 24 febbraio 2022 (archiviato dall'url originale il 10 luglio 2012).
(escluse le fonderie di semiconduttori)
| Classificazione 2006 | Classificazione 2005 | Company                                                            | Paese d'origine | Reddito (milioni di $) | variazioni 2006/2005 | Quota di mercato |
| -------------------- | -------------------- | ------------------------------------------------------------------ | --------------- | ---------------------- | -------------------- | ---------------- |
| 1                    | 1                    | Intel Corporation                                                  | Stati Uniti     | 31 542                 | -11.1%               | 12.1%            |
| 2                    | 2                    | Samsung Electronics                                                | Corea del Sud   | 19 842                 | +12.0%               | 7.6%             |
| 3                    | 3                    | Texas Instruments                                                  | Stati Uniti     | 12 600                 | +17.3%               | 4.8%             |
| 4                    | 4                    | Toshiba Semiconductors                                             | Giappone        | 10 141                 | +11.7%               | 3.9%             |
| 5                    | 5                    | STMicroelectronics                                                 | FranciaItalia   | 9 854                  | +11.0%               | 3.8%             |
| 6                    | 7                    | Renesas Technology (unione di Mitsubishi e Hitachi Semiconductors) | Giappone        | 7 900                  | -2.6%                | 3.0%             |
| 7                    | 11                   | Hynix                                                              | Corea del Sud   | 7 865                  | +41.5%               | 3.0%             |
| 8                    | 15                   | AMD (1)                                                            | Stati Uniti     | 7 506                  | +91.6%               | 2.9%             |
| 9                    | 10                   | Freescale (3)                                                      | Stati Uniti     | 5 988                  | +7.0%                | 2.3%             |
| 10                   | 9                    | NXP (2) (spin-off da Philips Semiconductors)                       | Paesi Bassi     | 5 874                  | +4.0%                | 2.3%             |
| 11                   | 8                    | NEC Semiconductors                                                 | Giappone        | 5 679                  | -0.5%                | 2.2%             |
| 12                   | -                    | Qimonda (4) (spin-off da Infineon)                                 | Germania        | 5 413                  | N/A                  | 2.1%             |
| 13                   | 12                   | Micron Technology                                                  | Stati Uniti     | 5 210                  | +9.1%                | 2.0%             |
| 14                   | 6                    | Infineon (4)                                                       | Germania        | 5 119                  | -38.3%               | 2.0%             |
| 15                   | 13                   | Sony                                                               | Giappone        | 4 852                  | +6.1%                | 1.9%             |
| 16                   | 16                   | Qualcomm                                                           | Stati Uniti     | 4 529                  | +31.0%               | 1.7%             |
| 17                   | 14                   | Matsushita Electric                                                | Giappone        | 4 022                  | -2.6%                | 1.5%             |
| 18                   | 20                   | Broadcom                                                           | Stati Uniti     | 3 668                  | +37.3                | 1.4%             |
| 19                   | 28                   | Elpida Memory                                                      | Giappone        | 3 527                  | +98.6%               | 1.4%             |
| 20                   | 17                   | Sharp Electronics                                                  | Giappone        | 3 341                  | +2.3%                | 1.3%             |
| 21                   | 19                   | IBM Microelectronics                                               | Stati Uniti     | 3 172                  | +13.6%               | 1.2%             |
| 22                   | 18                   | Rohm                                                               | Giappone        | 2 882                  | -0.9%                | 1.1%             |
| 23                   | 22                   | Analog Devices                                                     | Stati Uniti     | 2 603                  | +7.2%                | 1.0%             |
| 24                   | 24                   | Spansion (5)                                                       | GiapponeUSA     | 2 579                  | +25.6%               | 1.0%             |
| 25                   | 23                   | NVIDIA                                                             | Stati Uniti     | 2 574                  | +24.4%               | 1.0%             |
| Altri                | Altri                | Altri                                                              | Altri           | 81 912                 | +7.3%                | 31.5%            |
| TOTALE               | TOTALE               | TOTALE                                                             | TOTALE          | 260 194                | +9.3%                | 100.0%           |

### Classifica per l'anno 2005
Fonte: iSuppli Corporation classifica anno 2005
(escluse le fonderie di semiconduttori)
| Classificazione 2005 | Classificazione 2004 | Company                                                            | Paese d'origine | Reddito (milioni di $) |
| -------------------- | -------------------- | ------------------------------------------------------------------ | --------------- | ---------------------- |
| 1                    | 1                    | Intel Corporation                                                  | Stati Uniti     | 35 466                 |
| 2                    | 2                    | Samsung Electronics                                                | Corea del Sud   | 17 210                 |
| 3                    | 3                    | Texas Instruments                                                  | Stati Uniti     | 10 745                 |
| 4                    | 7                    | Toshiba Semiconductors                                             | Giappone        | 9 077                  |
| 5                    | 6                    | STMicroelectronics                                                 | FranciaItalia   | 8 881                  |
| 6                    | 4                    | Infineon (spin-off da Siemens Semiconductors)                      | Germania        | 8 266                  |
| 7                    | 5                    | Renesas Technology (unione da Mitsubishi e Hitachi Semiconductors) | Giappone        | 8 310                  |
| 8                    | 8                    | NEC Semiconductors                                                 | Giappone        | 5 710                  |
| 9                    | 9                    | Philips Semiconductors                                             | Paesi Bassi     | 5 646                  |
| 10                   | 10                   | Freescale (spin-off da Motorola Semiconductors)                    | Stati Uniti     | 5 598                  |
| 11                   | 14                   | Hynix                                                              | Corea del Sud   | 5 560                  |
| 12                   | 13                   | Micron Technology                                                  | Stati Uniti     | 4 775                  |
| 13                   | 15                   | Sony Semiconductors                                                | Giappone        | 4 574                  |
| 14                   | 12                   | Matsushita Semiconductors                                          | Giappone        | 4 131                  |
| 15                   | 11                   | AMD (1)                                                            | Stati Uniti     | 3 917                  |
| 16                   | 17                   | Qualcomm (3) (fabless)                                             | Stati Uniti     | 3 457                  |
| 17                   | 16                   | Sharp Semiconductors                                               | Giappone        | 3 266                  |
| 18                   | 19                   | Rohm                                                               | Giappone        | 2 909                  |
| 19                   | 20                   | IBM Microelectronics (2)                                           | Stati Uniti     | 2 792                  |
| 20                   | 22                   | Broadcom (3) (fabless)                                             | Stati Uniti     | 2 671                  |
| Altri                | Altri                | Altri                                                              | Altri           | 84 191                 |
| Totale               | Totale               | Totale                                                             | Totale          | 237 139                |

### Classifica per l'anno 2004
Fonte: iSuppli Corporation classifica anno 2004
(escluse le fonderie di semiconduttori)
| Classificazione 2004 | Classificazione 2003 | Company                                                 | Paese d'origine | Reddito (milioni di $) |
| -------------------- | -------------------- | ------------------------------------------------------- | --------------- | ---------------------- |
| 1                    | 1                    | Intel Corporation                                       | Stati Uniti     | 31 346                 |
| 2                    | 2                    | Samsung Electronics                                     | Corea del Sud   | 15 759                 |
| 3                    | 4                    | Texas Instruments                                       | Stati Uniti     | 10 745                 |
| 4                    | 7                    | Infineon (spin-off da Siemens Semiconductors)           | Germania        | 9 180                  |
| 5                    | 3                    | Renesas (unione di Mitsubishi e Hitachi Semiconductors) | Giappone        | 9 000                  |
| 6                    | 6                    | STMicroelectronics                                      | FranciaItalia   | 8 760                  |
| 7                    | 5                    | Toshiba Semiconductors                                  | Giappone        | 8 752                  |
| 8                    | 8                    | NEC Semiconductors                                      | Giappone        | 8 752                  |
| 9                    | 10                   | Philips Semiconductors                                  | Paesi Bassi     | 5 692                  |
| 10                   | 9                    | Freescale (spin-off da Motorola Semiconductors)         | Stati Uniti     | 5 519                  |
| 11                   | 12                   | AMD / Spansion                                          | Stati Uniti     | 5 108                  |
| 12                   | 13                   | Sony Semiconductors                                     | Giappone        | 4 794                  |
| 13                   | 11                   | Matsushita Semiconductors                               | Giappone        | 4 669                  |
| 14                   | 14                   | Micron Technology                                       | Stati Uniti     | 4 649                  |
| 15                   | 16                   | Hynix                                                   | Corea del Sud   | 4 606                  |
| 16                   | 15                   | Sharp Semiconductors                                    | Giappone        | 3 488                  |
| 17                   | 19                   | Qualcomm (fabless)                                      | Stati Uniti     | 3 211                  |
| 18                   | 17                   | Fujitsu Semiconductors                                  | Giappone        | 2 840                  |
| 19                   | 20                   | Rohm                                                    | Giappone        | 2 824                  |
| 20                   | 22                   | Analog Devices                                          | Stati Uniti     | 2 606                  |
| Altri                | Altri                | Altri                                                   | Altri           | 77 715                 |
| Totale               | Totale               | Totale                                                  | Totale          | 227 246                |

### Classifica per l'anno 2003
Fonte: iSuppli Corporation classifica anno 2003
(escluse le fonderie di semiconduttori)
| Classificazione 2003 | Classificazione 2002 | Company                                                 | Paese d'origine | Reddito (milioni di $) |
| -------------------- | -------------------- | ------------------------------------------------------- | --------------- | ---------------------- |
| 1                    | 1                    | Intel Corporation                                       | Stati Uniti     | 27 036                 |
| 2                    | 2                    | Samsung Electronics                                     | Corea del Sud   | 9 675                  |
| 3                    | -                    | Renesas (unione di Mitsubishi e Hitachi Semiconductors) | Giappone        | 7 971                  |
| 4                    | 3                    | Texas Instruments                                       | Stati Uniti     | 7 850                  |
| 5                    | 4                    | Toshiba Semiconductors                                  | Giappone        | 7 571                  |
| 6                    | 5                    | STMicroelectronics                                      | FranciaItalia   | 7 238                  |
| 7                    | 6                    | Infineon (spin-off di Siemens Semiconductors)           | Germania        | 7 109                  |
| 8                    | 7                    | NEC Semiconductors                                      | Giappone        | 5 250                  |
| 9                    | 8                    | Freescale (spin-off di Motorola)                        | Stati Uniti     | 4 629                  |
| 10                   | 9                    | Philips Semiconductors                                  | Paesi Bassi     | 4 512                  |
| 11                   | 12                   | Matsushita Semiconductors                               | Giappone        | 4 016                  |
| 12                   | 17                   | AMD/Spansion (4)                                        | Stati Uniti     | 3 939                  |
| 13                   | 16                   | Sony Semiconductors                                     | Giappone        | 3 508                  |
| 14                   | 14                   | Micron Technology                                       | Stati Uniti     | 3 418                  |
| 15                   | 20                   | Sharp Semiconductors                                    | Giappone        | 3 075                  |
| 16                   | 18                   | Hynix                                                   | Corea del Sud   | 3 071                  |
| 17                   | 13                   | Fujitsu Semiconductors                                  | Giappone        | 2 650                  |
| 18                   | 15                   | IBM Microelectronics (3)                                | Stati Uniti     | 2 515                  |
| 19                   | 23                   | Qualcomm (5) (fabless)                                  | Stati Uniti     | 2 398                  |
| 20                   | 19                   | Rohm                                                    | Giappone        | 2 398                  |
| Altri                | Altri                | Altri                                                   | Altri           | 61 408                 |
| Totale               | Totale               | Totale                                                  | Totale          | 181 760                |

### Classifica per l'anno 2002
Fonte: iSuppli Corporation classifica anno 2002
(escluse le fonderie di semiconduttori)
| Classificazione 2002 | Classificazione 2001 | Company                                       | Paese d'origine | Reddito (milioni di $) |
| -------------------- | -------------------- | --------------------------------------------- | --------------- | ---------------------- |
| 1                    | 1                    | Intel Corporation                             | Stati Uniti     | 23 700                 |
| 2                    | 5                    | Samsung Electronics                           | Corea del Sud   | 8 750                  |
| 3                    | 3                    | Toshiba Semiconductors                        | Giappone        | 6 420                  |
| 4                    | 2                    | STMicroelectronics                            | FranciaItalia   | 6 380                  |
| 5                    | 4                    | Texas Instruments                             | Stati Uniti     | 6 350                  |
| 6                    | 8                    | Infineon (spin-off di Siemens Semiconductors) | Germania        | 5 370                  |
| 7                    | 7                    | NEC Semiconductors                            | Giappone        | 5 320                  |
| 8                    | 6                    | Motorola Semiconductors                       | Stati Uniti     | 4 810                  |
| 9                    | 9                    | Philips Semiconductors                        | Paesi Bassi     | 4 360                  |
| 10                   | 12                   | Hitachi Semiconductors                        | Giappone        | 4 210                  |
| 11                   | 11                   | Mitsubishi Semiconductors                     | Giappone        | 3 540                  |
| 12                   | 16                   | Matsushita Semiconductors                     | Giappone        | 3 280                  |
| 13                   | 13                   | Fujitsu Semiconductors                        | Giappone        | 3 130                  |
| 14                   | 18                   | Micron Technology                             | Stati Uniti     | 2 870                  |
| 15                   | 14                   | IBM Microelectronics (1)                      | Stati Uniti     | 2 810                  |
| 16                   | 17                   | Sony Semiconductors                           | Giappone        | 2 790                  |
| 17                   | 10                   | AMD                                           | Stati Uniti     | 2 660                  |
| 18                   | 19                   | Hynix                                         | Corea del Sud   | 2 390                  |
| 19                   | 20                   | Rohm                                          | Giappone        | 2 390                  |
| 20                   | 22                   | Sharp Semiconductors                          | Giappone        | 2 270                  |
| Altri                | Altri                | Altri                                         | Altri           | -- ---                 |
| Totale               | Totale               | Totale                                        | Totale          | 156 360                |

### Classifica per l'anno 2001
Fonte: iSuppli Corporation classifica anno 2001
(escluse le fonderie di semiconduttori)
| Classificazione 2001 | Classificazione 2000 | Company                                       | Paese d'origine | Reddito (milioni di $) |
| -------------------- | -------------------- | --------------------------------------------- | --------------- | ---------------------- |
| 1                    | 1                    | Intel Corporation                             | Stati Uniti     | 23 540                 |
| 2                    | 6                    | STMicroelectronics                            | FranciaItalia   | 6 360                  |
| 3                    | 2                    | Toshiba Semiconductors                        | Giappone        | 6 070                  |
| 4                    | 3                    | Texas Instruments                             | Stati Uniti     | 6 050                  |
| 5                    | 4                    | Samsung Semiconductors                        | Corea del Sud   | 5 240                  |
| 6                    | 7                    | Motorola Semiconductors                       | Stati Uniti     | 4 830                  |
| 7                    | 5                    | NEC Semiconductors                            | Giappone        | 4 800                  |
| 8                    | 8                    | Infineon (spin-off da Siemens Semiconductors) | Germania        | 4 560                  |
| 9                    | 9                    | Philips Semiconductors                        | Paesi Bassi     | 4 410                  |
| 10                   | 16                   | AMD                                           | Stati Uniti     | 3 890                  |
| 11                   | 11                   | Mitsubishi Semiconductors                     | Giappone        | 3 870                  |
| 12                   | 12                   | Hitachi Semiconductors                        | Giappone        | 3 750                  |
| 13                   | 15                   | Fujitsu Semiconductors                        | Giappone        | 3 730                  |
| 14                   | 18                   | IBM Microelectronics (1)                      | Stati Uniti     | 3 560                  |
| 15                   | 13                   | Agere (2)                                     | Stati Uniti     | 3 140                  |
| 16                   | 17                   | Matsushita Semiconductors                     | Giappone        | 3 010                  |
| 17                   | 20                   | Sony Semiconductors                           | Giappone        | 2 730                  |
| 18                   | 10                   | Micron Technology                             | Stati Uniti     | 2 450                  |
| 19                   | 14                   | Hynix                                         | Corea del Sud   | 2 370                  |
| 20                   | 23                   | Rohm                                          | Giappone        | 2 210                  |
| Altri                | Altri                | Altri                                         | Altri           | -- ---                 |
| Totale               | Totale               | Totale                                        | Totale          | 150 470                |

### Classifica per l'anno 2000
Fonte: iSuppli Corporation classifica anno 2000
(escluse le fonderie di semiconduttori)
| Classificazione 2000 | Classificazione 1999 | Company                                       | Paese d'origine | Reddito (milioni di $) |
| -------------------- | -------------------- | --------------------------------------------- | --------------- | ---------------------- |
| 1                    | 1                    | Intel Corporation                             | Stati Uniti     | 30 210                 |
| 2                    |                      | Toshiba Semiconductors                        | Giappone        | 10 430                 |
| 3                    |                      | Texas Instruments                             | Stati Uniti     | 9 200                  |
| 4                    |                      | Samsung Semiconductors                        | Corea del Sud   | 8 940                  |
| 5                    |                      | NEC Semiconductors                            | Giappone        | 8 200                  |
| 6                    |                      | STMicroelectronics                            | FranciaItalia   | 7 890                  |
| 7                    |                      | Motorola Semiconductors                       | Stati Uniti     | 7 710                  |
| 8                    |                      | Infineon (spin-off da Siemens Semiconductors) | Germania        | 6 740                  |
| 9                    |                      | Philips Semiconductors                        | Paesi Bassi     | 6 270                  |
| 10                   |                      | Micron Technology                             | Stati Uniti     | 6 260                  |
| 11                   |                      | Mitsubishi Semiconductors                     | Giappone        | 5 790                  |
| 12                   |                      | Hitachi Semiconductors                        | Giappone        | 5 690                  |
| 13                   |                      | Agere (2)                                     | Stati Uniti     | 5 100                  |
| 14                   |                      | Hyundai Semiconductors                        | Corea del Sud   | 5 100                  |
| 15                   |                      | Fujitsu Semiconductors                        | Giappone        | 5 010                  |
| 16                   |                      | AMD                                           | Stati Uniti     | 4 380                  |
| 17                   |                      | Matsushita Semiconductors                     | Giappone        | 4 330                  |
| 18                   |                      | IBM Microelectronics (1)                      | Stati Uniti     | 3 990                  |
| 19                   |                      | Sharp Semiconductors                          | Giappone        | 3 330                  |
| 20                   |                      | Sony Semiconductors                           | Giappone        | 3 290                  |
| Altri                | Altri                | Altri                                         | Altri           | -- ---                 |
| Totale               | Totale               | Totale                                        | Totale          | 220 460                |

## Rapporti di analisi di Gartner Dataquest

### Classifica per l'anno 1999
Fonte: Gartner Dataquest Corporation classifica anno 1999
| Classificazione 1999 | Classificazione 1998 | Company                                       | Paese d'origine | Reddito (milioni di $) |
| -------------------- | -------------------- | --------------------------------------------- | --------------- | ---------------------- |
| 1                    | 1                    | Intel Corporation                             | Stati Uniti     | 26 806                 |
| 2                    | 2                    | NEC Semiconductors                            | Giappone        | 9 210                  |
| 3                    | 4                    | Toshiba Semiconductors                        | Giappone        | 7 618                  |
| 4                    | 7                    | Samsung Semiconductors                        | Corea del Sud   | 7 125                  |
| 5                    | 5                    | Texas Instruments                             | Stati Uniti     | 7 120                  |
| 6                    | 3                    | Motorola Semiconductors                       | Stati Uniti     | 6 394                  |
| 7                    | 6                    | Hitachi Semiconductors                        | Giappone        | 5 554                  |
| 8                    | 11                   | Infineon (spin-off da Siemens Semiconductors) | Germania        | 5 223                  |
| 9                    | 9                    | STMicroelectronics                            | FranciaItalia   | 5 077                  |
| 10                   |                      |                                               |                 |                        |
| 11                   |                      |                                               |                 |                        |
| 12                   |                      |                                               |                 |                        |
| 13                   |                      |                                               |                 |                        |
| 14                   |                      |                                               |                 |                        |
| 15                   |                      |                                               |                 |                        |
| 16                   |                      |                                               |                 |                        |
| 17                   |                      |                                               |                 |                        |
| 18                   |                      |                                               |                 |                        |
| 19                   |                      |                                               |                 |                        |
| 20                   |                      |                                               |                 |                        |
| Altri                | Altri                | Altri                                         | Altri           | -- ---                 |
| Totale               | Totale               | Totale                                        | Totale          | 169 100                |

### Classifica per l'anno 1998
Fonte: Gartner Dataquest Corporation classifica anno 1998
| Classificazione 1998 | Classificazione 1997 | Company                                             | Paese d'origine | Reddito (milioni di $) |
| -------------------- | -------------------- | --------------------------------------------------- | --------------- | ---------------------- |
| 1                    | 1                    | Intel Corporation                                   | Stati Uniti     | 22 784                 |
| 2                    | 2                    | NEC Semiconductors                                  | Giappone        | 8 135                  |
| 3                    | 3                    | Motorola Semiconductors                             | Stati Uniti     | 7 086                  |
| 4                    | 5                    | Toshiba Semiconductors                              | Giappone        | 5 869                  |
| 5                    | 4                    | Texas Instruments                                   | Stati Uniti     | 5 820                  |
| 6                    | 6                    | Hitachi Semiconductors                              | Giappone        | 4 620                  |
| 7                    | 7                    | Samsung Semiconductors                              | Corea del Sud   | 4 595                  |
| 8                    | 8                    | Philips Semiconductors                              | Paesi Bassi     | 4 445                  |
| 9                    | 10                   | STMicroelectronics (fino a maggio 1998 SGS-Thomson) | FranciaItalia   | 4 197                  |
| 10                   | 9                    | Fujitsu Semiconductors                              | Giappone        | 3 826                  |
| 11                   |                      | Siemens Semiconductors                              | Germania        |                        |
| 12                   |                      |                                                     |                 |                        |
| 13                   |                      |                                                     |                 |                        |
| 14                   |                      |                                                     |                 |                        |
| 15                   |                      |                                                     |                 |                        |
| 16                   |                      |                                                     |                 |                        |
| 17                   |                      |                                                     |                 |                        |
| 18                   |                      |                                                     |                 |                        |
| 19                   |                      |                                                     |                 |                        |
| 20                   |                      |                                                     |                 |                        |
| Other Companies      | Other Companies      | Other Companies                                     | Other Companies | -- ---                 |
| Total Revenue        | Total Revenue        | Total Revenue                                       | Total Revenue   | 134 800                |

### Classifica per l'anno 1997
Fonte: Gartner Dataquest Corporation classifica anno 1997
| Classificazione 1997 | Classificazione 1996 | Company                 | Paese d'origine | Reddito (milioni di $) |
| -------------------- | -------------------- | ----------------------- | --------------- | ---------------------- |
| 1                    | 1                    | Intel Corporation       | Stati Uniti     | 21 746                 |
| 2                    | 2                    | NEC Semiconductors      | Giappone        | 10 222                 |
| 3                    | 3                    | Motorola Semiconductors | Stati Uniti     | 8 067                  |
| 4                    | 6                    | Texas Instruments       | Stati Uniti     | 7 352                  |
| 5                    | 4                    | Toshiba Semiconductors  | Giappone        | 7 253                  |
| 6                    | 5                    | Hitachi Semiconductors  | Giappone        | 6 298                  |
| 7                    | 7                    | Samsung Semiconductors  | Corea del Sud   | 5 856                  |
| 8                    | 9                    | Philips Semiconductors  | Paesi Bassi     | 4 440                  |
| 9                    | 8                    | Fujitsu Semiconductors  | Giappone        | 4 622                  |
| 10                   | 10                   | SGS-Thomson             | FranciaItalia   | 4 019                  |
| 11                   |                      |                         |                 |                        |
| 12                   |                      |                         |                 |                        |
| 13                   |                      |                         |                 |                        |
| 14                   |                      |                         |                 |                        |
| 15                   |                      |                         |                 |                        |
| 16                   |                      |                         |                 |                        |
| 17                   |                      |                         |                 |                        |
| 18                   |                      |                         |                 |                        |
| 19                   |                      |                         |                 |                        |
| 20                   |                      |                         |                 |                        |
| Other Companies      | Other Companies      | Other Companies         | Other Companies | -- ---                 |
| Total Revenue        | Total Revenue        | Total Revenue           | Total Revenue   | 147 200                |

### Classifica per l'anno 1996
Fonte: Gartner Dataquest Corporation classifica anno 1996
| Classificazione 1996 | Classificazione 1995 | Company                   | Paese d'origine | Reddito (milioni di $) |
| -------------------- | -------------------- | ------------------------- | --------------- | ---------------------- |
| 1                    | 1                    | Intel Corporation         | Stati Uniti     | 17 781                 |
| 2                    | 2                    | NEC Semiconductors        | Giappone        | 10 428                 |
| 3                    | 5                    | Motorola Semiconductors   | Stati Uniti     | 8 076                  |
| 4                    | 3                    | Toshiba Semiconductors    | Giappone        | 8 029                  |
| 5                    | 5                    | Hitachi Semiconductors    | Giappone        | 7 953                  |
| 6                    | 7                    | Texas Instruments         | Stati Uniti     | 7 064                  |
| 7                    | 6                    | Samsung Semiconductors    | Corea del Sud   | 6 464                  |
| 8                    | 8                    | Fujitsu Semiconductors    | Giappone        | 4 293                  |
| 9                    | 11                   | Philips Semiconductors    | Paesi Bassi     | 4 179                  |
| 10                   | 14                   | SGS-Thomson               | FranciaItalia   | 4 122                  |
| 11                   | 9                    | Mitsubishi Semiconductors | Giappone        | 3 913                  |
| 12                   | 15                   | Siemens Semiconductors    | Germania        | 3 029                  |
| 13                   | 13                   | Matsushita Semiconductors | Giappone        | 3 003                  |
| 14                   | 12                   | IBM Microelectronics      | Stati Uniti     | 2 247                  |
| 15                   | 20                   | National Semiconductor    | Stati Uniti     | 2 380                  |
| 16                   | 19                   | Sanyo Semiconductors      | Giappone        | 2 314                  |
| 17                   | 10                   | Hyundai Semiconductors    | Corea del Sud   | 2 247                  |
| 18                   | 16                   | LG Semiconductors         | Corea del Sud   | 2 243                  |
| 19                   | 18                   | Sharp Semiconductors      | Giappone        | 2 124                  |
| 20                   | 25                   | Lucent Technologies (1)   | Stati Uniti     | 2 110                  |
| Other Companies      | Other Companies      | Other Companies           | Other Companies | -- ---                 |
| Total Revenue        | Total Revenue        | Total Revenue             | Total Revenue   | -- ---                 |

### Classifica per l'anno 1995
Fonte: Gartner Dataquest Corporation classifica anno 1996
| Classificazione 1995 | Classificazione 1994 | Company                   | Paese d'origine | Reddito (milioni di $) |
| -------------------- | -------------------- | ------------------------- | --------------- | ---------------------- |
| 1                    | 1                    | Intel Corporation         | Stati Uniti     | 13 172                 |
| 2                    | 2                    | NEC Semiconductors        | Giappone        | 11 314                 |
| 3                    | 3                    | Toshiba Semiconductors    | Giappone        | 10 077                 |
| 4                    | 5                    | Hitachi Semiconductors    | Giappone        | 9 137                  |
| 5                    | 4                    | Motorola Semiconductors   | Stati Uniti     | 8 732                  |
| 6                    | 7                    | Samsung Semiconductors    | Corea del Sud   | 8 329                  |
| 7                    | 6                    | Texas Instruments         | Stati Uniti     | 7 831                  |
| 8                    | 8                    | Fujitsu Semiconductors    | Giappone        | 5 538                  |
| 9                    | 9                    | Mitsubishi Semiconductors | Giappone        | 5 272                  |
| 10                   | -                    | Hyundai Semiconductors    | Corea del Sud   | 4 132                  |
| 11                   | 10                   | Philips Semiconductors    | Paesi Bassi     | 3 901                  |
| 12                   | 13                   | IBM Microelectronics      | Stati Uniti     | 3 522                  |
| 13                   | 11                   | Matsushita Semiconductors | Giappone        | 3 476                  |
| 14                   | 12                   | SGS-Thomson               | FranciaItalia   | 3 554                  |
| 15                   | 18                   | Siemens Semiconductors    | Germania        | 3 062                  |
| 16                   | 20                   | LG Semiconductors         | Corea del Sud   | 2 863                  |
| 17                   | 14                   | Sanyo Semiconductors      | Giappone        | 2 714                  |
| 18                   | -                    | Micron Technology         | Stati Uniti     | 2 601                  |
| 19                   | 15                   | Sharp Semiconductors      | Giappone        | 2 592                  |
| 20                   | 17                   | National Semiconductor    | Stati Uniti     | 2 408                  |
| Other Companies      | Other Companies      | Other Companies           | Other Companies | -- ---                 |
| Total Revenue        | Total Revenue        | Total Revenue             | Total Revenue   | -- ---                 |

### Classifica per l'anno 1994
Fonte: Gartner Dataquest Corporation classifica anno 1994
| Classificazione 1994 | Classificazione 1993 | Company                   | Paese d'origine | Reddito (milioni di $) |
| -------------------- | -------------------- | ------------------------- | --------------- | ---------------------- |
| 1                    | 1                    | Intel Corporation         | Stati Uniti     | 10 099                 |
| 2                    | 2                    | NEC Semiconductors        | Giappone        | 7 961                  |
| 3                    | 4                    | Toshiba Semiconductors    | Giappone        | 7 556                  |
| 4                    | 3                    | Motorola Semiconductors   | Stati Uniti     | 7 238                  |
| 5                    | 5                    | Hitachi Semiconductors    | Giappone        | 6 644                  |
| 6                    | 6                    | Texas Instruments         | Stati Uniti     | 5 552                  |
| 7                    | 7                    | Samsung Semiconductors    | Corea del Sud   | 4 832                  |
| 8                    | 8                    | Fujitsu Semiconductors    | Giappone        | 3 869                  |
| 9                    | 9                    | Mitsubishi Semiconductors | Giappone        | 3 772                  |
| 10                   | 12                   | Philips Semiconductors    | Paesi Bassi     | 2 920                  |
| 11                   | 11                   | Matsushita Semiconductors | Giappone        | 2 896                  |
| 12                   | 14                   | SGS-Thomson               | FranciaItalia   | 2 640                  |
| 13                   | 10                   | IBM Microelectronics      | Stati Uniti     | 2 532                  |
| 14                   | 15                   | Sanyo Semiconductors      | Giappone        | 2 321                  |
| 15                   | 16                   | Sharp Semiconductors      | Giappone        | 2 188                  |
| 16                   | 17                   | AMD                       | Stati Uniti     | 2 134                  |
| 17                   | 18                   | National Semiconductor    | Stati Uniti     | 2 127                  |
| 18                   | 13                   | Siemens Semiconductors    | Germania        | 2 090                  |
| 19                   | 19                   | Sony Semiconductors       | Giappone        | 1 876                  |
| 20                   | -                    | LG Semiconductors         | Corea del Sud   | 1 697                  |
| Other Companies      | Other Companies      | Other Companies           | Other Companies | -- ---                 |
| Total Revenue        | Total Revenue        | Total Revenue             | Total Revenue   | -- ---                 |

### Classifica per l'anno 1993
Fonte: Gartner Dataquest Corporation classifica anno 1993
| Classificazione 1993 | Classificazione 1992 | Company                   | Paese d'origine | Reddito (milioni di $) |
| -------------------- | -------------------- | ------------------------- | --------------- | ---------------------- |
| 1                    | 1                    | Intel Corporation         | Stati Uniti     | 7 970                  |
| 2                    | 2                    | NEC Semiconductors        | Giappone        | 6 141                  |
| 3                    | 4                    | Motorola Semiconductors   | Stati Uniti     | 5 957                  |
| 4                    | 3                    | Toshiba Semiconductors    | Giappone        | 5 727                  |
| 5                    | 5                    | Hitachi Semiconductors    | Giappone        | 5 015                  |
| 6                    | 6                    | Texas Instruments         | Stati Uniti     | 4 083                  |
| 7                    | 11                   | Samsung Semiconductors    | Corea del Sud   | 3 044                  |
| 8                    | 7                    | Fujitsu Semiconductors    | Giappone        | 2 928                  |
| 9                    | 8                    | Mitsubishi Semiconductors | Giappone        | 2 823                  |
| 10                   | -                    | IBM Microelectronics      | Stati Uniti     | 2 510                  |
| 11                   | 10                   | Matsushita Semiconductors | Giappone        | 2 344                  |
| 12                   | 9                    | Philips Semiconductors    | Paesi Bassi     | 2 300                  |
| 13                   | 17                   | Siemens Semiconductors    | Germania        | 2 060                  |
| 14                   | 13                   | SGS-Thomson               | FranciaItalia   | 2 038                  |
| 15                   | 15                   | Sanyo Semiconductors      | Giappone        | 1 843                  |
| 16                   | 16                   | Sharp Semiconductors      | Giappone        | 1 760                  |
| 17                   | 14                   | AMD                       | Stati Uniti     | 1 660                  |
| 18                   | 12                   | National Semiconductor    | Stati Uniti     | 1 509                  |
| 19                   | 18                   | Sony Semiconductors       | Giappone        | 1 398                  |
| 20                   | 19                   | OKI Semiconductors        | Giappone        | 1 187                  |
| Other Companies      | Other Companies      | Other Companies           | Other Companies | -- ---                 |
| Total Revenue        | Total Revenue        | Total Revenue             | Total Revenue   | -- ---                 |

### Classifica per l'anno 1992
Fonte: Gartner Dataquest Corporation classifica anno 1992
| Classificazione 1992 | Classificazione 1991 | Company                   | Paese d'origine | Reddito (milioni di $) |
| -------------------- | -------------------- | ------------------------- | --------------- | ---------------------- |
| 1                    | 3                    | Intel Corporation         | Stati Uniti     | 5 091                  |
| 2                    | 1                    | NEC Semiconductors        | Giappone        | 4 869                  |
| 3                    | 2                    | Toshiba Semiconductors    | Giappone        | 4 675                  |
| 4                    | 4                    | Motorola Semiconductors   | Stati Uniti     | 3 634                  |
| 5                    | 5                    | Hitachi Semiconductors    | Giappone        | 3 851                  |
| 6                    | 6                    | Texas Instruments         | Stati Uniti     | 3 087                  |
| 7                    | 7                    | Fujitsu Semiconductors    | Giappone        | 2 553                  |
| 8                    | 8                    | Mitsubishi Semiconductors | Giappone        | 2 213                  |
| 9                    | 10                   | Philips Semiconductors    | Paesi Bassi     | 2 113                  |
| 10                   | 9                    | Matsushita Semiconductors | Giappone        | 1 942                  |
| 11                   | 12                   | Samsung Semiconductors    | Corea del Sud   | 1 900                  |
| 12                   | 11                   | National Semiconductor    | Stati Uniti     | 1 797                  |
| 13                   | 13                   | SGS-Thomson               | FranciaItalia   | 1 605                  |
| 14                   | 17                   | AMD                       | Stati Uniti     | 1 514                  |
| 15                   | 14                   | Sanyo Semiconductors      | Giappone        | 1 385                  |
| 16                   | 15                   | Sharp Semiconductors      | Giappone        | 1 354                  |
| 17                   | 16                   | Siemens Semiconductors    | Germania        | 1 245                  |
| 18                   | 18                   | Sony Semiconductors       | Giappone        | 1 103                  |
| 19                   | 19                   | OKI Semiconductors        | Giappone        | 956                    |
| 20                   | -                    | AT&T Semiconductors       | Stati Uniti     | 911                    |
| Other Companies      | Other Companies      | Other Companies           | Other Companies | -- ---                 |
| Total Revenue        | Total Revenue        | Total Revenue             | Total Revenue   | -- ---                 |

### Classifica per l'anno 1991
Fonte: Gartner Dataquest Corporation classifica anno 1991
| Classificazione 1991 | Classificazione 1990 | Company                   | Paese d'origine | Reddito (milioni di $) |
| -------------------- | -------------------- | ------------------------- | --------------- | ---------------------- |
| 1                    | 1                    | NEC Semiconductors        | Giappone        | 4 774                  |
| 2                    | 2                    | Toshiba Semiconductors    | Giappone        | 4 579                  |
| 3                    | 5                    | Intel Corporation         | Stati Uniti     | 4 019                  |
| 4                    | 3                    | Motorola Semiconductors   | Stati Uniti     | 3 802                  |
| 5                    | 4                    | Hitachi Semiconductors    | Giappone        | 3 765                  |
| 6                    | 7                    | Texas Instruments         | Stati Uniti     | 2 738                  |
| 7                    | 6                    | Fujitsu Semiconductors    | Giappone        | 2 705                  |
| 8                    | 8                    | Mitsubishi Semiconductors | Giappone        | 2 303                  |
| 9                    | 10                   | Matsushita Semiconductors | Giappone        | 2 037                  |
| 10                   | 9                    | Philips Semiconductors    | Paesi Bassi     | 2 022                  |
| 11                   | 11                   | National Semiconductor    | Stati Uniti     | 1 602                  |
| 12                   | 13                   | Samsung Semiconductors    | Corea del Sud   | 1 473                  |
| 13                   | 12                   | SGS-Thomson               | FranciaItalia   | 1 362                  |
| 14                   | 15                   | Sanyo Semiconductors      | Giappone        | 1 462                  |
| 15                   | 16                   | Sharp Semiconductors      | Giappone        | 1 218                  |
| 16                   | 14                   | Siemens Semiconductors    | Germania        | 1 263                  |
| 17                   | 17                   | AMD                       | Stati Uniti     | 1 226                  |
| 18                   | 18                   | Sony Semiconductors       | Giappone        | 1 196                  |
| 19                   | 19                   | OKI Semiconductors        | Giappone        | 981                    |
| 20                   | -                    | Rohm                      | Giappone        | 934                    |
| Other Companies      | Other Companies      | Other Companies           | Other Companies | -- ---                 |
| Total Revenue        | Total Revenue        | Total Revenue             | Total Revenue   | -- ---                 |

### Classifica per l'anno 1990
Fonte: Gartner Dataquest Corporation classifica anno 1990
| Classificazione 1990 | Classificazione 1989 | Company                   | Paese d'origine | Reddito (milioni di $) |
| -------------------- | -------------------- | ------------------------- | --------------- | ---------------------- |
| 1                    | 1                    | NEC Semiconductors        | Giappone        | 4 322                  |
| 2                    | 2                    | Toshiba Semiconductors    | Giappone        | 4 202                  |
| 3                    | 4                    | Motorola Semiconductors   | Stati Uniti     | 3 539                  |
| 4                    | 3                    | Hitachi Semiconductors    | Giappone        | 3 516                  |
| 5                    | 8                    | Intel Corporation         | Stati Uniti     | 3 171                  |
| 6                    | 6                    | Fujitsu Semiconductors    | Giappone        | 2 599                  |
| 7                    | 5                    | Texas Instruments         | Stati Uniti     | 2 574                  |
| 8                    | 7                    | Mitsubishi Semiconductors | Giappone        | 2 108                  |
| 9                    | 10                   | Philips Semiconductors    | Paesi Bassi     | 1 955                  |
| 10                   | 9                    | Matsushita Semiconductors | Giappone        | 1 826                  |
| 11                   | 11                   | National Semiconductor    | Stati Uniti     | 1 653                  |
| 12                   | 12                   | SGS-Thomson               | FranciaItalia   | 1 441                  |
| 13                   | 13                   | Samsung Semiconductors    | Corea del Sud   | 1 315                  |
| 14                   | 15                   | Siemens Semiconductors    | Germania        | 1 204                  |
| 15                   | 14                   | Sanyo Semiconductors      | Giappone        | 1 196                  |
| 16                   | 16                   | Sharp Semiconductors      | Giappone        | 1 194                  |
| 17                   | 17                   | AMD                       | Stati Uniti     | 1 053                  |
| 18                   | 19                   | Sony Semiconductors       | Giappone        | 1 010                  |
| 19                   | 18                   | OKI Semiconductors        | Giappone        | 954                    |
| 20                   | 20                   | Harris Semiconductor      | Stati Uniti     | 800                    |
| Other Companies      | Other Companies      | Other Companies           | Other Companies | -- ---                 |
| Total Revenue        | Total Revenue        | Total Revenue             | Total Revenue   | -- ---                 |

### Classifica per l'anno 1989
Fonte: Gartner Dataquest Corporation classifica anno 1989
| Classificazione 1989 | Classificazione 1988 | Company                   | Paese d'origine | Reddito (milioni di $) |
| -------------------- | -------------------- | ------------------------- | --------------- | ---------------------- |
| 1                    | 1                    | NEC Semiconductors        | Giappone        | 4 489                  |
| 2                    | 2                    | Toshiba Semiconductors    | Giappone        | 4 310                  |
| 3                    | 3                    | Hitachi Semiconductors    | Giappone        | 3 622                  |
| 4                    | 4                    | Motorola Semiconductors   | Stati Uniti     | 3 183                  |
| 5                    | 5                    | Texas Instruments         | Stati Uniti     | 2 787                  |
| 6                    | 6                    | Fujitsu Semiconductors    | Giappone        | 2 770                  |
| 7                    | 8                    | Mitsubishi Semiconductors | Giappone        | 2 500                  |
| 8                    | 7                    | Intel Corporation         | Stati Uniti     | 2 430                  |
| 9                    | 9                    | Matsushita Semiconductors | Giappone        | 1 804                  |
| 10                   | 10                   | Philips Semiconductors    | Paesi Bassi     | 1 643                  |
| 11                   | 11                   | National Semiconductor    | Stati Uniti     | 1 552                  |
| 12                   | 12                   | SGS-Thomson               | FranciaItalia   | 1 271                  |
| 13                   | 18                   | Samsung Semiconductors    | Corea del Sud   | 1 260                  |
| 14                   | 14                   | Sanyo Semiconductors      | Giappone        | 1 154                  |
| 15                   | 20                   | Siemens Semiconductors    | Germania        | 1 154                  |
| 16                   | 15                   | Sharp Semiconductors      | Giappone        | 1 107                  |
| 17                   | 13                   | AMD                       | Stati Uniti     | 1 100                  |
| 18                   | 17                   | OKI Semiconductors        | Giappone        | 1 083                  |
| 19                   | 16                   | Sony Semiconductors       | Giappone        | 996                    |
| 20                   | -                    | Harris Semiconductor      | Stati Uniti     | 830                    |
| Other Companies      | Other Companies      | Other Companies           | Other Companies | -- ---                 |
| Total Revenue        | Total Revenue        | Total Revenue             | Total Revenue   | -- ---                 |

### Classifica per l'anno 1988
Fonte: Gartner Dataquest Corporation classifica anno 1988
| Classificazione 1988 | Classificazione 1987 | Company                   | Paese d'origine | Reddito (milioni di $) |
| -------------------- | -------------------- | ------------------------- | --------------- | ---------------------- |
| 1                    | 1                    | NEC Semiconductors        | Giappone        | 4 543                  |
| 2                    | 2                    | Toshiba Semiconductors    | Giappone        | 4 395                  |
| 3                    | 3                    | Hitachi Semiconductors    | Giappone        | 3 506                  |
| 4                    | 4                    | Motorola Semiconductors   | Stati Uniti     | 3 035                  |
| 5                    | 5                    | Texas Instruments         | Stati Uniti     | 2 741                  |
| 6                    | 6                    | Fujitsu Semiconductors    | Giappone        | 2 607                  |
| 7                    | 10                   | Intel Corporation         | Stati Uniti     | 2 350                  |
| 8                    | 9                    | Mitsubishi Semiconductors | Giappone        | 2 312                  |
| 9                    | 11                   | Matsushita Semiconductors | Giappone        | 1 883                  |
| 10                   | 7                    | Philips Semiconductors    | Paesi Bassi     | 1 738                  |
| 11                   | 8                    | National Semiconductor    | Stati Uniti     | 1 650                  |
| 12                   | 14                   | SGS-Thomson               | FranciaItalia   | 1 087                  |
| 13                   | 12                   | AMD                       | Stati Uniti     | 1 084                  |
| 14                   | 13                   | Sanyo Semiconductors      | Giappone        | 1 083                  |
| 15                   | 18                   | Sharp Semiconductors      | Giappone        | 1 036                  |
| 16                   | 19                   | Sony Semiconductors       | Giappone        | 950                    |
| 17                   | 17                   | OKI Semiconductors        | Giappone        | 847                    |
| 18                   | -                    | Samsung Semiconductors    | Corea del Sud   | 905                    |
| 19                   | 15                   | AT&T                      | Stati Uniti     | 859                    |
| 20                   | 16                   | Siemens Semiconductors    | Germania        | 784                    |
| Other Companies      | Other Companies      | Other Companies           | Other Companies | -- ---                 |
| Total Revenue        | Total Revenue        | Total Revenue             | Total Revenue   | -- ---                 |

### Classifica per l'anno 1987
Fonte: Gartner Dataquest Corporation classifica anno 1987
| Classificazione 1987 | Classificazione 1986 | Company                   | Paese d'origine | Reddito (milioni di $) |
| -------------------- | -------------------- | ------------------------- | --------------- | ---------------------- |
| 1                    |                      | NEC Semiconductors        | Giappone        | 3 368                  |
| 2                    |                      | Toshiba Semiconductors    | Giappone        | 3 029                  |
| 3                    |                      | Hitachi Semiconductors    | Giappone        | 2 618                  |
| 4                    |                      | Motorola Semiconductors   | Stati Uniti     | 2 434                  |
| 5                    |                      | Texas Instruments         | Stati Uniti     | 2 127                  |
| 6                    |                      | Fujitsu Semiconductors    | Giappone        | 1 801                  |
| 7                    |                      | Philips Semiconductors    | Paesi Bassi     | 1 602                  |
| 8                    |                      | National Semiconductor    | Stati Uniti     | 1 506                  |
| 9                    |                      | Mitsubishi Semiconductors | Giappone        | 1 492                  |
| 10                   |                      | Intel Corporation         | Stati Uniti     | 1 491                  |
| 11                   |                      | Matsushita Semiconductors | Giappone        | 1 457                  |
| 12                   |                      | AMD                       | Stati Uniti     | 986                    |
| 13                   |                      | Sanyo Semiconductors      | Giappone        | 852                    |
| 14                   |                      | SGS-Thomson (1)           | FranciaItalia   | 851                    |
| 15                   |                      | AT&T                      | Stati Uniti     | 802                    |
| 16                   |                      | Siemens Semiconductors    | Germania        | 657                    |
| 17                   |                      | OKI Semiconductors        | Giappone        | 651                    |
| 18                   |                      | Sharp Semiconductors      | Giappone        | 590                    |
| 19                   |                      | Sony Semiconductors       | Giappone        | 571                    |
| 20                   |                      | General Electric          | Stati Uniti     | 520                    |
| Other Companies      | Other Companies      | Other Companies           | Other Companies | -- ---                 |
| Total Revenue        | Total Revenue        | Total Revenue             | Total Revenue   | -- ---                 |